# 埃塞奎博河
埃塞奎博河:1272-1273是圭亚那最长的河流，也是奥里诺科河和亚马逊河之间最大的河流，得名自西班牙探險家胡安·德埃斯基韦尔；发源于圭巴边境的阿卡里山，向北流经圭亚那全境，穿过森林和疏林草原，最终注入大西洋，全长约1,014（630英里），流域面积约为69,300平方（26,800平方英里），水流速度为每秒2,104立方（74,300立方英尺）。

## 地理
埃塞奎博河流经圭亚那湿润森林生态区，
拥有很多急流和瀑布（其中波塔羅河上的凯尔图尔瀑布较为著名），河道中间有很多小岛。河口宽度约为20（12英里），距离圭亚那的首都乔治敦21（13英里）。
埃塞奎博河拥有很多支流，其中包括鲁普努尼河、波塔羅河、马扎鲁尼河、锡帕鲁尼河、库尤维尼河、科纳瓦鲁克河和库尤尼河。 从距离入海口30（19英里）处起，河道中出现了一些平坦且肥沃的岛屿。其中包括莱关岛（面积28平方（11平方英里））、瓦凯纳姆岛（面积44平方（17平方英里））和霍格岛（面积60平方（23平方英里））。

## 动物群
埃塞奎博河拥有丰富的动物群，已知其流域内有超过300种鱼类，其中接近60种为此流域特有由于对部分流域的情况尚未清楚，流域内可能有更多物种。 2013年，有调查在马扎鲁尼河上游发现了36–39种鱼类（因生物分类学而异），其中有13–25%为未命名物种。最少有24种鱼类为马扎鲁尼河特有。
水位较高时，布朗庫河（属于亚马逊流域）的上游和埃塞奎博河的上游相连， 一定程度上允许了水生动物在两个流域之间来往。